# Intersecția de autostrăzi München-Nord
Intersecția de autostrăzi München-Nord (în germană Autobahnkreuz München-Nord; abreviere: AK München-Nord; forma scurtă: Kreuz München-Nord) este o intersecție de autostrăzi din Bavaria, în Regiunea metropolitană München. IA leagă autostrada A 9 (Berlin – Leipzig – München) și autostrada A 99 (Münchener Autobahnring/centura München).

## Geografie
Nodul de autostradă este situat în capitala bavareză München, la granița cu Garching. Mai precis, se află în zona urbană Fröttmaning din districtul 12 Schwabing-Freimann din München.
Lângă intersecție se află Allianz Arena, stadionul echipei Bayern München, care a fost finalizat în 2005. În celelalte trei cadrane ale intersecției se află trei foste gropi de gunoi, Fröttmannger Berg, depozitul de deșeuri Nord-Vest și depozitul de deșeuri de Nord. Pe primele două sunt două turbine eoliene marcante: turbina eoliană Fröttmaning și turbina eoliană Freimann. Linia de metrou München U6 și Freisinger Landstraße trec fiecare pe sub intersecția autostrăzii în direcția nord-sud.
Intersecția este situată la aproximativ 10 km nord de centrul orașului München și la aproximativ 60 km sud de Ingolstadt. Este un nod de circulație important, deoarece leagă indirect A 9 cu A 8, care este întreruptă în zona urbană a München, astfel încât traficul este deviat prin A 99. Crucea leagă și relațiile Berlin/Polonia-München/Austria (Innsbruck) și Benelux/Franța-Austria (Salzburg).
Intersecția de autostrăzi Munchen-Nord are numărul 72 pe A 9 și numărul 13 pe A 99.

## Istoric
Nodul de autostradă a fost planificat în anii 1930 când se discuta despre o autostradă directă de la München la Berlin, ulterior A 9. În 1966, guvernul Bavariei Superioare a comandat un proces de aprobare a planificării, la finalul căruia construcția a fost finalizată în 1969.
O inițiativă cetățenească a împiedicat demolarea bisericii Heilig-Kreuz, planificată pentru nodul de autostradă; Prin urmare, nodul de autostradă a fost deplasat ușor spre nord față de locația planificată inițial.
În 2005 și 2006, intersecția a fost efectuată ca parte a extinderii infrastructurii pentru Campionatul Mondial de Fotbal 2006.  

## Forma constructivă
Intersecția de autostrăzi Munchen-Nord este de tipul frunză de trifoi modificată care are două rampe semi-directe pentru traficul de la München (A 9 sud) la Stuttgart (A 99 vest) și de la Neufahrn (A 9 nord) la Salzburg (A 99 est).
A 9 are opt benzi în această zonă. A 99 are patru benzi în zona intersecției, spre est șapte benzi (patru benzi spre Salzburg) și în unele cazuri chiar zece benzi spre vest. Rampele de legătură au două benzi, cu excepția rampelor directe și indirecte din cadranul nord-vest și a racordului A 9 sud - A 99 est, care au o singură bandă de circulație.

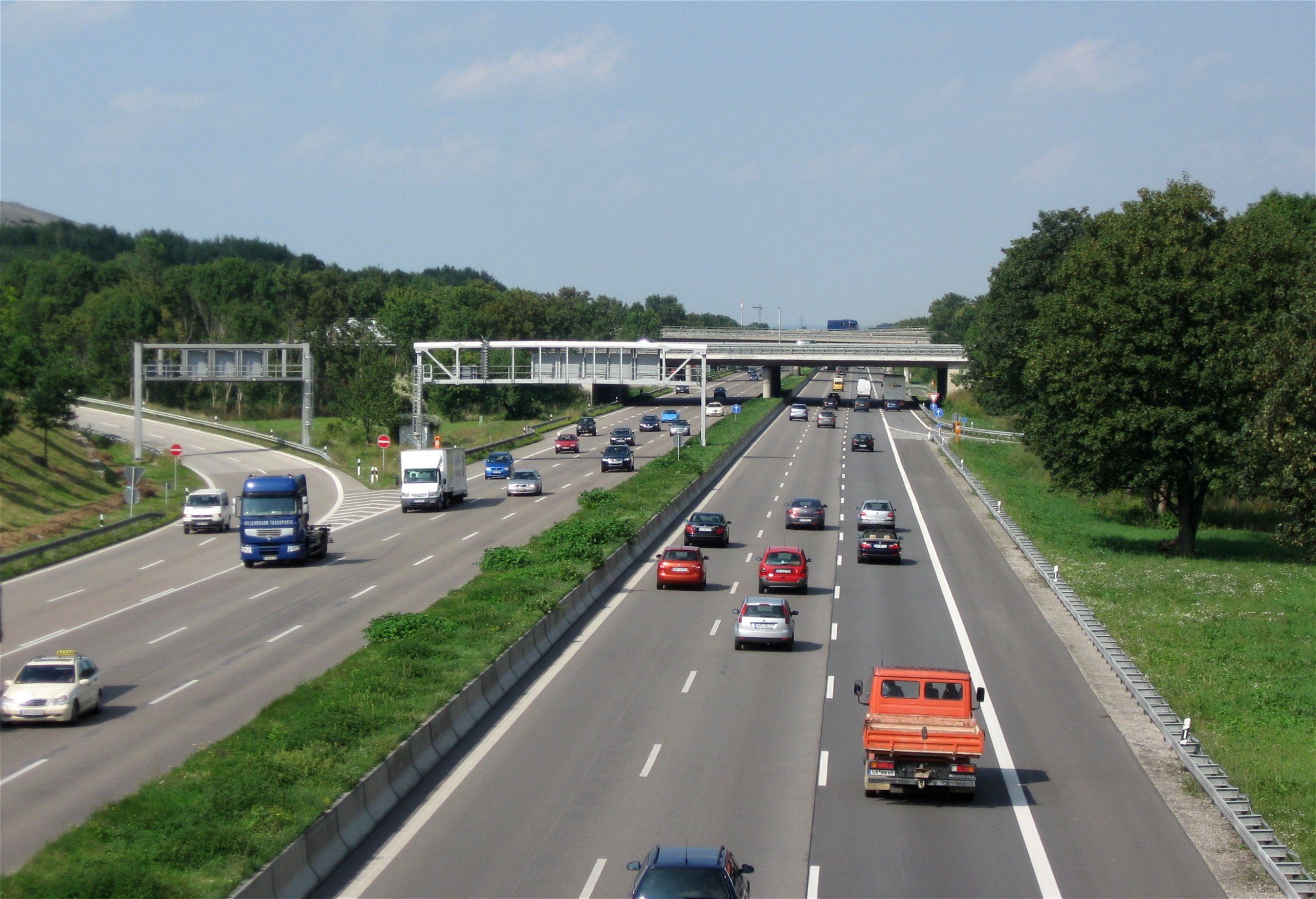
IA München-Nord, vedere dinspre sud pe A  9
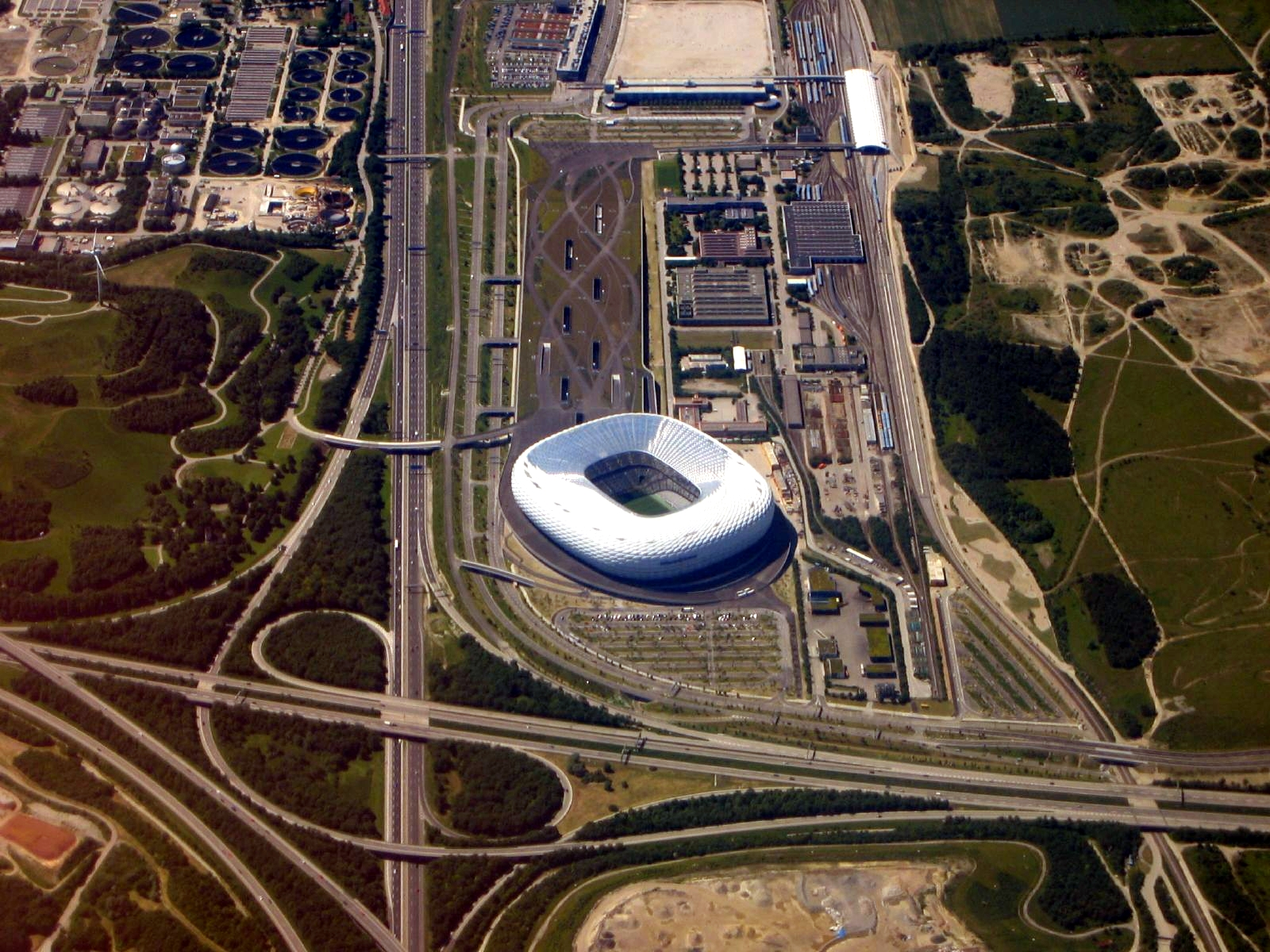
Vedere aeriană a stadionului Allianz Arena din München cu IA München-Nord (2005)
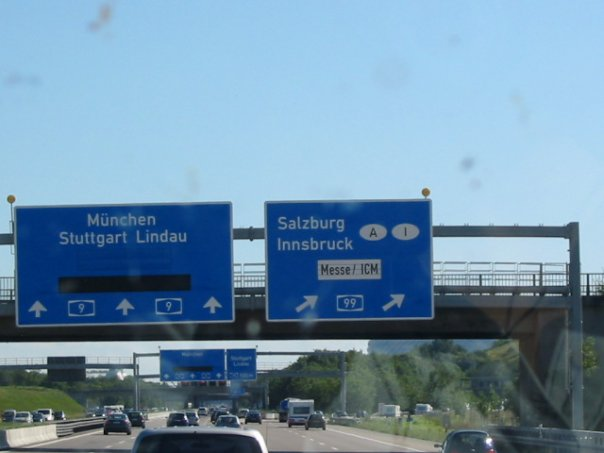
Indicatoare la joncțiunea München-Nord din direcția nord